# Obras Sanitarias de la Nación
Obras Sanitarias de la Nación (OSN) de Argentina fue un organismo público perteneciente al Poder Ejecutivo Nacional. Ejercía el servicio público de agua potable y de cloaca; y permaneció activa desde su fundación en 1912 hasta su disolución en 1993.

## Historia
Fue creada por ley n.º 8889 del 18 de julio de 1912, dictada por el Poder Legislativo bajo la presidencia de Roque Sáenz Peña.
Tuvo nueva ley orgánica en 1949 constituyendo una administración general dependiente del Ministerio de Obras Públicas.
En abril de 1973 Obras Sanitarias de la Nación recibió el carácter de organismo autárquico pasando a ser una empresa pública y dejando de ser una administración general. Luego, en noviembre del mismo año, pasó a integrar la Corporación de Empresas Nacionales (CON), creada bajo la presidencia de Héctor José Cámpora.
En octubre de 1990 el Poder Ejecutivo ordenó, por decreto firmado por el presidente Carlos Menem (y en aplicación de la Ley de Reforma del Estado del año anterior), la concesión de los servicios prestados por Obras Sanitarias de la Nación. Entretanto, en 1991 la empresa pasó al ámbito del Ministerio de Economía y Obras y Servicios Públicos.
En 1993 el Poder Ejecutivo dio a la empresa Aguas Argentinas la concesión del servicio público de agua potable y de cloaca. Obras Sanitarias de la Nación pasó al estado de liquidación para su posterior disolución.